# Chablis Premier Cru

Das Weinbaugebiet Chablis. In grüner Farbe sind die Premier-Cru-Lagen eingezeichnet.

Das Weinbaugebiet Chablis Premier Cru ist eine Appellation des übergeordneten Weinbaugebietes Chablis. Seit dem 13. Januar 1938 wurden die Anbaubestimmungen im Rahmen einer Appellation d’Origine Contrôlée (kurz AOC) festgehalten.
In den Jahren zwischen 2013 und 2017 wurden im Mittel 778 Hektar unter dieser Herkunftsbezeichnung deklariert. Die Produktionsmenge lag im gleichen Zeitraum im Mittel bei 35.006 Hektoliter Wein. Diese Werte beinhalten nicht die Produktionsmengen des Bourgogne, dessen Anbaubedingungen und Erntemengen getrennt beschrieben werden.
- Für den Weißwein ist ausschließlich die Rebsorte Chardonnay zugelassen. Die Erntebeschränkung liegt bei 58 Hektoliter/Hektar (in Ausnahmejahren bis 68 Hektoliter/Hektar), der Mindestalkoholgehalt bei 10,5 Volumenprozent. Die Vorschrift verlangt, dass der Most für den Wein mindestens 170 Gramm Zucker pro Liter (siehe Mostgewicht) enthält. Falls in schlechten Jahren einer Chaptalisation zugestimmt wird, darf der Alkoholgehalt des fertig vergorenen Weines nicht 13,5 Vol.-% übersteigen.

Von den insgesamt 40 Premiers-Crus-Lagen wurden 17 als wichtig eingestuft. Nachbarlagen wurden diesen wichtigen Einzellagen zugeordnet. Es steht dem Winzer frei, ob er den bekannteren übergeordneten Lagennamen oder aber den spezifischeren untergeordneten Namen auf dem Etikett erwähnt.
| Chablis Premiers Crus | Chablis Premiers Crus   | Chablis Premiers Crus            |            |
| --------------------- | ----------------------- | -------------------------------- | ---------- |
| Haupt Premier Cru     | Zugeordnete Premier Cru | Zugeordnete Gemarkung (Lieu-dit) | Größe (ha) |
| Mont de Milieu        | Mont de Milieu          | Vallée de Chigot                 | 41,42      |
| Montée de Tonnerre    | Montée de Tonnerre      | Montée de Tonnerre               | 40,22      |
| Montée de Tonnerre    | Chapelot                | Les Chapelots                    | 0,35       |
| Montée de Tonnerre    | Pied d’Aloup            | Pied d’Aloup                     | –          |
| Montée de Tonnerre    | =                       | Sous Pied d’Aloup                | –          |
| Montée de Tonnerre    | Côte de Bréchain        | Côte de Bréchain                 | –          |
| Fourchaume            | Fourchaume              | Fourchaume                       | 108        |
| Fourchaume            | Vaupulent               | Vau Pulan                        | 9          |
| Fourchaume            | =                       | Les Vaupulans                    | –          |
| Fourchaume            | =                       | La Fourchaume                    | –          |
| Fourchaume            | Côte de Fontenay        | Côte de Fontenay                 | 0,25       |
| Fourchaume            | =                       | Dine-Chien                       | –          |
| Fourchaume            | L’Homme Mort            | L’Homme Mort                     | 7,02       |
| Fourchaume            | =                       | La Grande Côte                   | –          |
| Fourchaume            | =                       | Bois Séguin                      | –          |
| Fourchaume            | =                       | L’Ardillier                      | –          |
| Fourchaume            | Vaulorent               | Les Quatres Chemins              | 7,43       |
| Fourchaume            | =                       | La Femme couverte                | –          |
| Fourchaume            | =                       | Les Couvertes                    | –          |
| Vaillons              | Vaillons                | Les Vaillons                     | 109,57     |
| Vaillons              | =                       | Sur les Vaillons                 | –          |
| Vaillons              | Chatains                | Les Chatains                     | –          |
| Vaillons              | =                       | Chatains                         | –          |
| Vaillons              | =                       | Les Grands Chaumes               | –          |
| Vaillons              | Sécher                  | Sécher                           | 2,76       |
| Vaillons              | Beugnons                | Les Beugnons                     | 2,88       |
| Vaillons              | Les Lys                 | Les Lys                          | 9,45       |
| Vaillons              | =                       | Champlain                        | –          |
| Vaillons              | Mélinots                | Les Minos                        | –          |
| Vaillons              | Roncières               | Les Roncières                    | 0,88       |
| Vaillons              | Les Épinottes           | Les Épinottes                    | –          |
| Montmains             | Montmains               | Les Mont Mains                   | 89,29      |
| Montmains             | Forêts                  | Les Forêts                       | 13,33      |
| Montmains             | Butteaux                | Les Bouts des Butteaux           | 7,74       |
| Montmains             | =                       | Vaux Miolot                      | –          |
| Montmains             | =                       | Le Milieu des Butteaux           | –          |
| Montmains             | =                       | Les Ecueillis                    | –          |
| Montmains             | =                       | Vaugerlains                      | –          |
| Côte de Léchet        | Côte de Léchet          | Côte de Léchet                   | 50,34      |
| Côte de Léchet        | =                       | Le Château                       | –          |
| Beauroy               | Beauroy                 | Sous Boroy                       | 56,15      |
| Beauroy               | =                       | Vallé des Vaux                   | –          |
| Beauroy               | =                       | Benfer                           | –          |
| Beauroy               | Troesmes                | Côte de Troesmes                 | 4,38       |
| Beauroy               | =                       | Adroit de Vau Renard             | –          |
| Beauroy               | Côte de Savant          | Côte de Savant                   | 2,21       |
| Beauroy               | =                       | Le Cotat-Château                 | –          |
| Beauroy               | =                       | Frouquelin                       | –          |
| Beauroy               | =                       | Le Verger                        | –          |
| Vau Ligneau           | Vau Ligneau             | Vau Ligneau                      | 28,56      |
| Vau Ligneau           | =                       | Vau de Longue                    | –          |
| Vau Ligneau           | =                       | Vau Girault                      | –          |
| Vau Ligneau           | =                       | La Forêt                         | –          |
| Vau Ligneau           | =                       | Sur la Forêt                     | –          |
| Vau de Vey            | Vau de Vey              | Vau de Vey                       | 40,57      |
| Vau de Vey            | =                       | La Grande Chaume                 | –          |
| Vau de Vey            | Vaux Ragons             | Vignes des Vaux Ragons           | –          |
| Vaucoupin             | Vaucoupin               | Vaucoupins                       | 40,96      |
| Vaucoupin             | =                       | Adroit de Vaucoupins             | –          |
| Vosgros               | Vosgros                 | Vosgros                          | 13,26      |
| Vosgros               | =                       | Adroit de Vosgros                | –          |
| Vosgros               | Vaugiraut               | Vaugiraut                        | 6,24       |
| Les Fourneaux         | Les Fourneaux           | Les Fourneaux                    | 25,83      |
| Les Fourneaux         | Morein                  | Morein                           | 3,9        |
| Les Fourneaux         | Côte des Prés Girots    | Côte des Prés Girots             | 0,33       |
| Les Fourneaux         | =                       | La Côte                          | –          |
| Les Fourneaux         | =                       | Sur la Côte                      | –          |
| Côte de Vaubarousse   | Côte de Vaubarousse     | Côte de Vaubarousse              | 0,99       |
| Berdiot               | Berdiot                 | Berdiot                          | 2,56       |
| Chaume de Talvat      | Chaume de Talvat        | Chaume de Talvat                 | –          |
| Côte de Jouan         | Côte de Jouan           | Côte de Jouan                    | 11,9       |
| Les Beauregards       | Les Beauregards         | Les Beauregards                  | 18,26      |
| Les Beauregards       | =                       | Hauts des Chambres du Roi        | –          |
| Les Beauregards       | Côte de Cuissy          | Côte de Cuissy                   | 0,92       |
| Les Beauregards       | =                       | Les Corvées                      | –          |
| Les Beauregards       | =                       | Bec d’Oiseau                     | –          |
| Les Beauregards       | =                       | Vallée de Cuissy                 | –          |

Die Weinlagen verteilen sich auf die Gemeinden Beine, Béru, Chablis (mit den Weilern Fyé, Milly, Poinchy), La Chapelle-Vaupelteigne, Chemilly-sur-Serein, Chichée, Collan, Courgis, Fleys, Fontenay-près-Chablis, Lignorelles, Ligny-le-Châtel, Maligny, Poilly-sur-Serein, Préhy, Villy und Villy.